# پارسیپنی-تروی هیلز، نیوجرسی
پارسیپنی-تروی هیلز (به انگلیسی: Parsippany-Troy Hills) شهری در ایالت نیوجرسی کشور ایالات متحده آمریکا است که جمعیت آن در سرشماری سال ۲۰۱۰ میلادی، ۵۳٬۲۳۸ نفر بوده‌است.
این شهر  در سال ٢٠٠٦ توسط مجله مانی به عنوان ١٧ بهترین شهر برای زندگی در ایالات متحده انتخاب شد که در ایالت نیوجرسی در جایگاه نخست قرار گرفت . در سال ٢٠٠٨ به جایگاه ١٣ رسید . در سال ٢٠١٢ نیز به این رتبه بندی بازگشت و در جایگاه ١٥ قرار گرفت . 